# Чагкрик
Чагкрик (англ. Chugcreek) — статистически обособленная местность, расположенная в округе Платт (штат Вайоминг, США) с населением в 132 человека по статистическим данным переписи 2000 года.

## География
По данным Бюро переписи населения США, статистически обособленная местность Чагкрик имеет общую площадь в 4,92 квадратных километров, водных ресурсов в черте населённого пункта не имеется.
Статистически обособленная местность Чагкрик расположена на высоте 1450 метров над уровнем моря.

## Демография
По данным переписи населения 2000 года, в Чагкрике проживало 132 человека, 41 семья, насчитывалось 45 домашних хозяйств и 49 жилых домов. Средняя плотность населения составляла около 26,4 человека на один квадратный километр. Расовый состав Чагкрика по данным переписи распределился следующим образом: 96,21 % белых, 3,79 % — других народностей. Испаноговорящие составили 0,76 % от всех жителей статистически обособленной местности.
Из 45 домашних хозяйств в 42,2 % — воспитывали детей в возрасте до 18 лет, 80,0 % представляли собой совместно проживающие супружеские пары, в 8,9 % семей женщины проживали без мужей, 6,7 % не имели семей. 6,7 % от общего числа семей на момент переписи жили самостоятельно, при этом 4,4 % составили одинокие пожилые люди в возрасте 65 лет и старше. Средний размер домашнего хозяйства составил 2,93 человек, а средний размер семьи — 3,00 человек.
Население статистически обособленной местности по возрастному диапазону по данным переписи 2000 года распределилось следующим образом: 31,1 % — жители младше 18 лет, 5,3 % — между 18 и 24 годами, 26,5 % — от 25 до 44 лет, 27,3 % — от 45 до 64 лет и 9,8 % — в возрасте 65 лет и старше. Средний возраст жителей составил 41 год. На каждые 100 женщин в Чагкрике приходилось 106,3 мужчин, при этом на каждые сто женщин 18 лет и старше приходилось 102,2 мужчин также старше 18 лет.
Средний доход на одно домашнее хозяйство в статистически обособленной местности составил 56 447 долларов США, а средний доход на одну семью — 56 447 долларов. При этом мужчины имели средний доход в 50 139 долларов США в год против 22 500 долларов среднегодового дохода у женщин. Доход на душу населения в статистически обособленной местности составил 20 940 долларов в год. Все семьи Чагкрика имели доход, превышающий уровень бедности.